# Llista de monuments de Torrelles de Foix
Llista de monuments de Torrelles de Foix inclosos en l'Inventari del Patrimoni Arquitectònic Català per al municipi de Torrelles de Foix (Alt Penedès). Inclou els inscrits en el Registre de Béns Culturals d'Interès Nacional (BCIN) amb la classificació de monuments històrics i els Béns Culturals d'Interès Local (BCIL) de caràcter arquitectònic.
| Monument                                                 | Protecció    | Estil/època            | Localització                                                                 | Coordenades                                          | Codi?         | Imatge |
| -------------------------------------------------------- | ------------ | ---------------------- | ---------------------------------------------------------------------------- | ---------------------------------------------------- | ------------- | --- |
| Castell de Foix                                          | BCIN 1652-MH | Romànic Medieval       | Torrelles de Foix                                                            | 41° 24′ 53″ N, 1° 33′ 48″ E / 41.41465°N,1.56334°E   | RI-51-0005747 | Castell de Foix (Torrelles de Foix) · Vegeu més fotos d'aquest monument · Carregueu una nova foto d'aquest monument                           |
| Castell de Secabecs, Ca l'Isaac                          | BCIN 1653-MH | Obra popular           | Torrelles de Foix Ctra. BP-2121, km 20, a 1.000 m                            | 41° 26′ 12″ N, 1° 33′ 16″ E / 41.436661°N,1.554420°E | RI-51-0005748 | Castell de Secabecs (Torrelles de Foix) · Vegeu més fotos d'aquest monument · Carregueu una nova foto d'aquest monument                       |
| Torres Altes de Foix                                     | BCIN 1654-MH | Romànic Medieval       | Torrelles de Foix Camí de les Planes de les Torres                           | 41° 24′ 40″ N, 1° 32′ 37″ E / 41.410974°N,1.543641°E | RI-51-0005749 | Torres Altes de Foix (Torrelles de Foix) · Vegeu més fotos d'aquest monument · Carregueu una nova foto d'aquest monument                      |
| Torre de Can Pepó                                        | BCIN 1655-MH | Romànic Medieval       | Torrelles de Foix Camí de les Planes de les Torres                           | 41° 24′ 54″ N, 1° 32′ 45″ E / 41.414928°N,1.545782°E | RI-51-0005750 | Torre de Can Pepó (Torrelles de Foix) · Vegeu més fotos d'aquest monument · Carregueu una nova foto d'aquest monument                         |
| Vila Verge Bruna, Cal Llaudet                            |              | Noucentisme XX         | Torrelles de Foix El Raval                                                   | 41° 23′ 10″ N, 1° 34′ 27″ E / 41.386211°N,1.574202°E | IPA-4830      | Vila Verge Bruna (Torrelles de Foix) · Vegeu més fotos d'aquest monument · Carregueu una nova foto d'aquest monument                          |
| Vila Maria                                               |              | Noucentisme XX         | Torrelles de Foix C. Raval, 1                                                | 41° 23′ 18″ N, 1° 34′ 09″ E / 41.388226°N,1.569296°E | IPA-4831      | Vila Maria (Torrelles de Foix) · Vegeu més fotos d'aquest monument · Carregueu una nova foto d'aquest monument                                |
| Can Solé de Secabecs                                     |              | Obra popular           | Torrelles de Foix Ctra. BP-2121, km 20, a 1.000 m                            | 41° 26′ 12″ N, 1° 33′ 03″ E / 41.436705°N,1.550769°E | IPA-4832      | Can Solé de Secabecs (Torrelles de Foix) · Vegeu més fotos d'aquest monument · Carregueu una nova foto d'aquest monument                      |
| Les Dous                                                 |              | Noucentisme XIX Final  | Torrelles de Foix Ctra. BV-2122, km 13,7, a 20 m                             | 41° 23′ 42″ N, 1° 33′ 19″ E / 41.394888°N,1.555370°E | IPA-4833      | Les Dous (Torrelles de Foix) · Vegeu més fotos d'aquest monument · Carregueu una nova foto d'aquest monument                                  |
| Cal Tonquet, Molí de l'Horta o del Ton Janot             |              | Obra popular           | Torrelles de Foix Ctra. BP-2121, km 19, a 500 m                              | 41° 25′ 48″ N, 1° 33′ 04″ E / 41.430021°N,1.551043°E | IPA-4834      | Cal Tonquet (Torrelles de Foix) · Vegeu més fotos d'aquest monument · Carregueu una nova foto d'aquest monument                               |
| Magatzem Montsarra                                       |              | Eclecticisme XIX Final | Torrelles de Foix                                                            | 41° 24′ 25″ N, 1° 36′ 53″ E / 41.406837°N,1.614760°E | IPA-4835      | Magatzem Montsarra (Torrelles de Foix) · Vegeu més fotos d'aquest monument · Carregueu una nova foto d'aquest monument                        |
| Molí dels Bessons, Casa Milà, Molí de Basans             |              | Obra popular           | Torrelles de Foix Ctra. BV-2122, km. 12, a 850 m                             | 41° 22′ 57″ N, 1° 34′ 29″ E / 41.382493°N,1.574624°E | IPA-4836      | Molí dels Bessons (Torrelles de Foix) · Vegeu més fotos d'aquest monument · Carregueu una nova foto d'aquest monument                         |
| Ermita de la Mare de Déu de Foix                         | BCIL 2022    | Barroc XVIII Inici     | Torrelles de Foix Antic camí de Torrelles al Santuari de Santa Maria de Foix | 41° 24′ 25″ N, 1° 33′ 33″ E / 41.406855°N,1.559191°E | IPA-4837      | Ermita de la Mare de Déu de Foix (Torrelles de Foix) · Vegeu més fotos d'aquest monument · Carregueu una nova foto d'aquest monument          |
| Cementiri de la parròquia de Foix                        |              | Noucentisme XX         | Torrelles de Foix Ctra. BP-2121, km 12, a 200 m                              | 41° 24′ 21″ N, 1° 35′ 36″ E / 41.405714°N,1.593265°E | IPA-4839      | Cementiri de la parròquia de Foix (Torrelles de Foix) · Vegeu més fotos d'aquest monument · Carregueu una nova foto d'aquest monument         |
| Muralla de la Casa senyorial dels Peguera                |              |                        | Torrelles de Foix C. de Baix - pl. de les Moreres, 10                        | 41° 23′ 16″ N, 1° 34′ 06″ E / 41.38775°N,1.56822°E   | IPA-4841      | Muralla de la Casa senyorial dels Peguera (Torrelles de Foix) · Vegeu més fotos d'aquest monument · Carregueu una nova foto d'aquest monument |
| Cases del nucli urbà                                     |              | Noucentisme XX         | Torrelles de Foix                                                            | 41° 23′ 24″ N, 1° 34′ 14″ E / 41.3900°N,1.5706°E     | IPA-4856      | Cases del nucli urbà (Torrelles de Foix) · Vegeu més fotos d'aquest monument · Carregueu una nova foto d'aquest monument                      |
| La Mussarra                                              |              | Obra popular XVIII     | Torrelles de Foix                                                            | 41° 24′ 26″ N, 1° 36′ 51″ E / 41.407182°N,1.614251°E | IPA-4867      | La Mussarra (Torrelles de Foix) · Vegeu més fotos d'aquest monument · Carregueu una nova foto d'aquest monument                               |
| Mas Guineu                                               |              | Obra popular           | Torrelles de Foix A 1 km del barri de Cal Miret                              | 41° 24′ 50″ N, 1° 37′ 01″ E / 41.414004°N,1.616956°E | IPA-4868      | Mas Guineu (Torrelles de Foix) · Vegeu més fotos d'aquest monument · Carregueu una nova foto d'aquest monument                                |
| Mas Florit                                               |              | Obra popular XVII      | Torrelles de Foix Ctra. BP-2121, km 11,8 a 300 m                             | 41° 24′ 20″ N, 1° 35′ 22″ E / 41.405594°N,1.589355°E | IPA-4869      | Mas Florit (Torrelles de Foix) · Vegeu més fotos d'aquest monument · Carregueu una nova foto d'aquest monument                                |
| Ermita nova de Santa Maria                               |              | Obra popular XIX       | Torrelles de Foix Ctra. BP-2121, km 12                                       | 41° 24′ 16″ N, 1° 35′ 32″ E / 41.404317°N,1.592122°E | IPA-4870      | Ermita nova de Santa Maria (Torrelles de Foix) · Vegeu més fotos d'aquest monument · Carregueu una nova foto d'aquest monument                |
| Església parroquial de Sant Genís                        | BCIL 2023    | Barroc XVIII, XX       | Torrelles de Foix C. del Raval                                               | 41° 23′ 14″ N, 1° 34′ 20″ E / 41.387254°N,1.572092°E | IPA-4872      | Església parroquial de Sant Genís (Torrelles de Foix) · Vegeu més fotos d'aquest monument · Carregueu una nova foto d'aquest monument         |
| Capella del Roser                                        |              | Obra popular XVI       | Torrelles de Foix Pl. de les Moreres                                         | 41° 23′ 17″ N, 1° 34′ 07″ E / 41.387978°N,1.568536°E | IPA-4873      | Capella del Roser (Torrelles de Foix) · Vegeu més fotos d'aquest monument · Carregueu una nova foto d'aquest monument                         |
| El Carrer Major                                          |              | Obra popular XIX       | Torrelles de Foix C. Major                                                   | 41° 23′ 20″ N, 1° 34′ 06″ E / 41.388793°N,1.568207°E | IPA-4874      | Carrer Major (Torrelles de Foix) · Vegeu més fotos d'aquest monument · Carregueu una nova foto d'aquest monument                              |
| Local de Cal Ròpia                                       |              | Obra popular XX        | Torrelles de Foix C. Raval, 6                                                | 41° 23′ 17″ N, 1° 34′ 10″ E / 41.38807°N,1.56941°E   | IPA-4875      | Local de Cal Ròpia (Torrelles de Foix) · Vegeu més fotos d'aquest monument · Carregueu una nova foto d'aquest monument                        |
| Ajuntament                                               |              | Obra popular           | Torrelles de Foix Pl. de la Vila                                             | 41° 23′ 18″ N, 1° 34′ 07″ E / 41.388436°N,1.568658°E | IPA-4876      | Ajuntament (Torrelles de Foix) · Vegeu més fotos d'aquest monument · Carregueu una nova foto d'aquest monument                                |
| Antigues escoles                                         |              | Obra popular XX        | Torrelles de Foix C. Ronda, 2                                                | 41° 23′ 13″ N, 1° 34′ 21″ E / 41.38687°N,1.57247°E   | IPA-4877      | Antigues escoles (Torrelles de Foix) · Vegeu més fotos d'aquest monument · Carregueu una nova foto d'aquest monument                          |
| Església del Castell de Foix, Santuari de la Mare de Déu |              | Romànic Medieval       | Torrelles de Foix                                                            | 41° 24′ 54″ N, 1° 33′ 50″ E / 41.415058°N,1.563999°E | IPA-4878      | Església del Castell de Foix (Torrelles de Foix) · Vegeu més fotos d'aquest monument · Carregueu una nova foto d'aquest monument              |
| Molí del Sendra                                          |              | Obra popular           | Torrelles de Foix A l'esquerra de la riera de Pontons                        | 41° 23′ 15″ N, 1° 34′ 08″ E / 41.387539°N,1.568803°E | IPA-15911     | Molí del Sendra (Torrelles de Foix) · Vegeu més fotos d'aquest monument · Carregueu una nova foto d'aquest monument                           |
| El Trull                                                 |              | Obra popular           | Torrelles de Foix A l'esquerra del riu Foix                                  | 41° 25′ 00″ N, 1° 34′ 29″ E / 41.416570°N,1.574612°E | IPA-15912     | El Trull (Torrelles de Foix) · Vegeu més fotos d'aquest monument · Carregueu una nova foto d'aquest monument                                  |
| Molí del Salvador Bola                                   |              | Obra popular           | Torrelles de Foix A l'esquerra de la riera de Pontons                        | 41° 23′ 14″ N, 1° 34′ 09″ E / 41.387262°N,1.569058°E | IPA-15913     | Molí del Salvador Bola (Torrelles de Foix) · Vegeu més fotos d'aquest monument · Carregueu una nova foto d'aquest monument                    |
| Molí del Morgades                                        |              | Obra popular           | Torrelles de Foix A l'esquerra de la riera de Pontons                        | 41° 22′ 54″ N, 1° 34′ 50″ E / 41.381609°N,1.580506°E | IPA-15914     | Molí del Morgades (Torrelles de Foix) · Vegeu més fotos d'aquest monument · Carregueu una nova foto d'aquest monument                         |
| Els Molinots, Molins de Baix                             |              | Obra popular           | Torrelles de Foix                                                            | 41° 25′ 49″ N, 1° 32′ 35″ E / 41.430335°N,1.543093°E | IPA-15915     | Els Molinots (Torrelles de Foix) · Vegeu més fotos d'aquest monument · Carregueu una nova foto d'aquest monument                              |
| El Molinot                                               |              | Obra popular           | Torrelles de Foix A la dreta de la riera de Pontons                          | 41° 25′ 40″ N, 1° 33′ 19″ E / 41.42765°N,1.55519°E   | IPA-15916     | Carregueu una nova foto d'aquest monument |
| Molí del Batet o del Pineda                              |              | Obra popular           | Torrelles de Foix A l'esquerra del riu Foix                                  | 41° 25′ 13″ N, 1° 34′ 21″ E / 41.420377°N,1.572507°E | IPA-15918     | Molí del Batet (Torrelles de Foix) · Vegeu més fotos d'aquest monument · Carregueu una nova foto d'aquest monument                            |
| Pont del Castell, aqüeducte                              |              | Obra popular           | Torrelles de Foix Sobre el carrer que voreja el castell                      | 41° 23′ 15″ N, 1° 34′ 07″ E / 41.387558°N,1.568713°E | IPA-15920     | Pont del Castell (Torrelles de Foix) · Vegeu més fotos d'aquest monument · Carregueu una nova foto d'aquest monument                          |
| Forn a Planes del Salt                                   |              | Obra popular           | Torrelles de Foix Paratge de Planes del Salt                                 |                                                      | IPA-46424     | Carregueu una nova foto d'aquest monument |
| Pont al torrent de Mata-rectors                          |              | Obra popular           | Torrelles de Foix Torrent de Mata-rectors, prop de la Font de Mata-rectors   | 41° 19′ 13″ N, 1° 40′ 36″ E / 41.320355°N,1.676591°E | IPA-46425     | Carregueu una nova foto d'aquest monument |